# زقين التلال
زقين التلال (الاسم العلمي:Diascia collina) هو نوع من النباتات يتبع جنس الزقين من الفصيلة الغدبية.